# 귀도 레니
귀도 레니(이탈리아어: Guido Reni, 1575년 11월 4일 ~ 1642년 8월 18일)는 바로크 시대의 이탈리아의 화가이다.

## 생애
귀도 레니는 볼로냐의 음악가 집안 출신이었던 다니엘레 레니(Daniele Reni)와 기네브라 데 포치(Ginevra de'Pozzi) 사이에서 태어났다. 9살이 되던 해에 그는 데니스 칼바르트의 화실에서 견습생이 되었다. 얼마 지나지 않아 레니는 알바니와 도메니키노의 화실에 합류하게 된다. 그는 페란티니(Ferrantini)라는 이름의 화가에게서도 미술 교육을 받았다. 레니가 12살이 되었을 무렵, 칼배트의 제자 3명이 루도비코 카라치(Ludovico Carracci : 안니발레 카라치의 사촌)와 함께 칼배트 화실과는 라이벌 관계였던 다른 화실, Accademia degli Incamminati("새로이 출항하는" 혹은 진보하는 학원이라는 뜻)로 전향하게 된다. 그들은 안니발레 카라치를 추종했던 볼로냐의 화가들을 위해 훌륭하고 성공적인 학교의 토대를 건설하려 했다. 볼로냐의 타 화가들처럼 귀도 레니의 작품들은 폭넓은 주제를 이용하는 스타일이 많다.

### 로마에서의 활동
1601년이 저물어가던 시기에 레니와 알바니는 로마로 떠나 안니발레 카라치의 파르네세 궁전의 프레스코 장식 프로젝트에 참여하게 된다. 1601년에서 1604년까지 그의 대표적인 고객은 스폰드라토 추기경이었다. 1604년에서 1605년, 레니는 "십자가에 못 박힌 성 베드로"에 관한 세 폭 제단화를 의뢰받게 된다. 볼로냐에서 몇 년간을 머물다가 그는 로마로 돌아가며 교황 바오로 5세의 임기 기간 동안 첫째가는 화가로서 인정받게 되었다. 1607년에서 1614년까지 그는 보르게세 가문에서 후원받는 화가들 중 한 사람이 되었다.

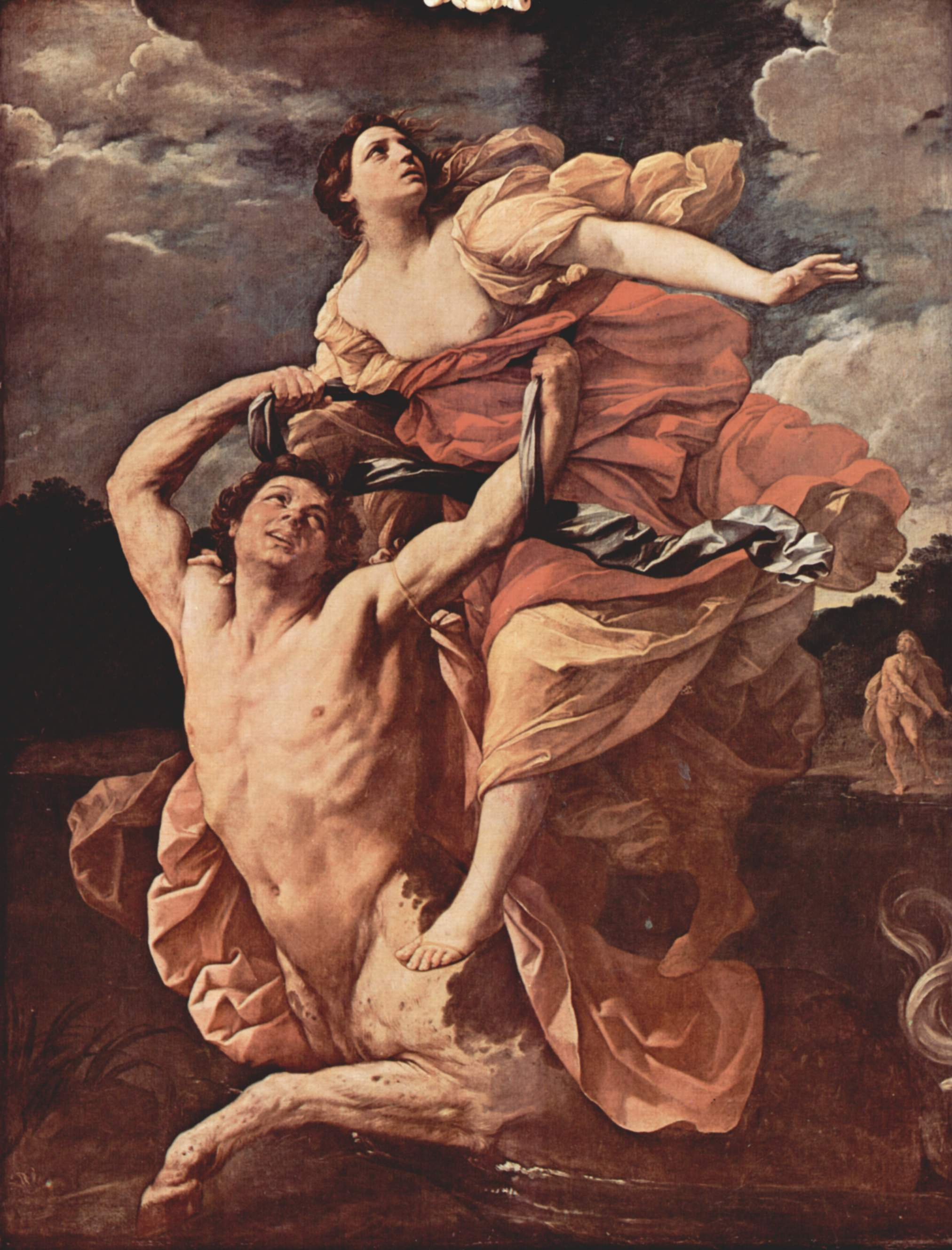
디아니라 유괴(디아니라는 헤라클레스의 아내였다), 1620-1621.

레니가 Palazzo Pallavicini-Rospigliosi에 위치한 "오로라 별장"이라는 성의 중앙 홀 천장에 그린 프레스코 작품은 오늘날 그의 걸작으로 평가되고 있다. 이 별장은 본래 Scipione Borghese 추기경을 위한 별관이었다. 뒤쪽 부분은 Piazza Montecavallo와 Palazzo del Quirinale를 내려다보고 있는 형태이다.. 이 훌륭한 프레스코는 in quadri riportati 방식으로 테두리가 장식되었으며 태양의 신 아폴로와 그의 황금전차가 세상에 빛을 가져오는 새벽(오로라)을 따라가는 모습을 표현하고 있다.. 이 작품은 엄격한 고전주의적인 기법이 돋보이는데, 로마의 Sarcophagi에 등장한 포즈를 그대로 모사했다던가 파네스 성에 전시되어 있는 안니발 카라치의 유쾌한 "바쿠스와 아리아드네의 승리"같은 작품보다 훨씬 더 간결함과 절제를 추구하는 것이 그 이유다. 귀도 레니의 작풍을 따지자면 엄격함이 특징인 Giuseppe Cesari(카발리에 알피노라고도 불림)나 지오바니 란프란코(Giovanni Lanfranco), 그리고 프란세스코 알바니(Francesco Albani)학교의 신화와 역사화에게 많은 영향을 받았다 할 수 있다. 또한 프레스코에 대해서는 피에트로 다 코토나(Pietro da Cortona)의 꽉 차 있는 구도 등에서 영향을 받은 것으로 보인다.